# Jón Vídalín

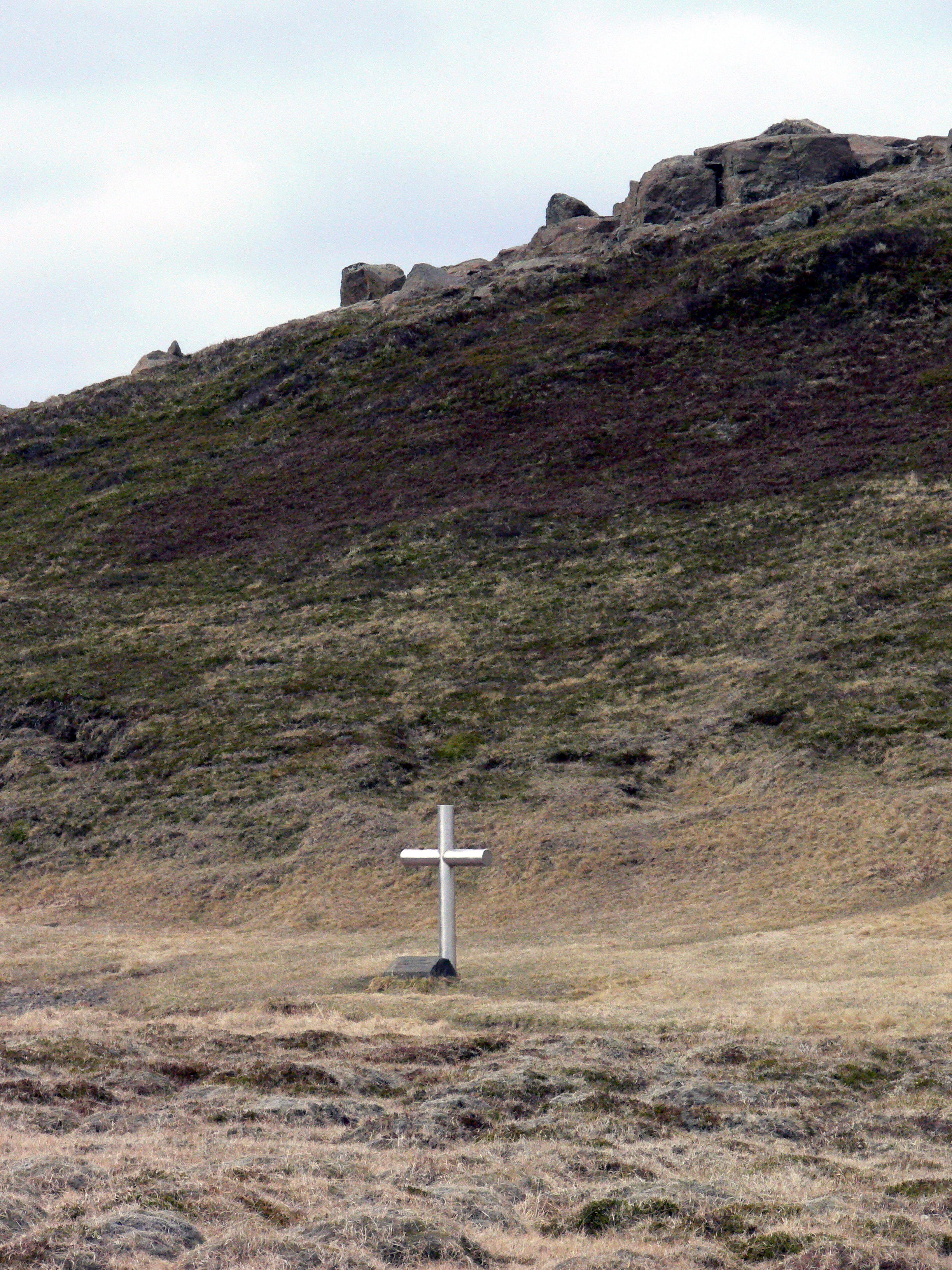
Ein Kreuz kennzeichnet die Stelle Biskupsbrekka auf der Hochlandpiste Uxahryggjaleið, wo Jón Vídalín starb.

Jón Þorkelsson Vídalín (* 21. März 1666; † 30. August 1720) war ein evangelischer Bischof von Skálholt im Süden von Island.
Er galt als herausragender Prediger und einer der besten Dichter in lateinischer Sprache in seinem Lande.

## Familie und Ausbildung
Jón Vídalín entstammte einer Familie aus Garðar (Álftanes) auf der Halbinsel Álftanes.
Sein Vater Þorkell Arngrímsson war dort Pfarrer. Eine seiner Schwestern war mit dem Pfarrer von Þingvellir verheiratet.
Jón Vídalín ging bei einem Verwandten, Páll Björnsson in Selárdalur in den Westfjorden zur Schule. Anschließend fuhr er wie viele isländische Priester der Zeit nach Kopenhagen, um in der dortigen Hochschule Theologie zu studieren. Ein Studienkollege von ihm war Árni Magnússon, der später die berühmte Sammlung mittelalterlicher Handschriften begründen sollte.

## Beruflicher Werdegang
Nach abgeschlossenem Theologiestudium ging Jón Vídalín zunächst zur königlichen Marine in der Hoffnung dort rasch Karriere zu machen. Nachdem dies aber nicht gelungen war, kaufte ihn seine Mutter los.
Im Jahre 1691 kehrte er nach Island heim, Berichten zufolge relativ mittellos. 1692 wurde er Lehrer in der Schule von Skálholt und 1693 übernahm er das Amt des dortigen Pfarrers. Nach einem Zwischenspiel als Priester in Garðar wurde er schließlich 1697 zum Bischof von Skálholt gewählt und 1698 geweiht.

## Gelehrter
Jón Vídalín verschaffte sich einen guten Ruf als Theologe und Gelehrter.
Noch bis weit ins 20. Jahrhundert hinein erfreute sich sein Buch Vídalínspostille, ein Hausbüchlein mit Predigten für jeden Feiertag des Jahres, großer Beliebtheit. Der Einfluss dieses Buches in den folgenden zwei Jahrhunderten auf Glauben, aber auch Kultur und Literatur im Lande ist nicht zu unterschätzen.
Zusammen mit dem Psalmendichter Hallgrímur Pétursson gilt er als bekanntester Vertreter des Pietismus in Island.

## Charaktereigenschaften und Wirken
Über Jón Vídalín wird Widersprüchliches berichtet. Einerseits galt er als sehr großzügig gegenüber Armen und Bedürftigen, andererseits aber auch als leichtsinnig im finanziellen Sektor.
Er zeigte sich aufgeschlossen gegenüber Neuerungen im landwirtschaftlichen Bereich und machte Versuche mit dem Gemüseanbau (verschiedene Kohlsorten). Auch empfahl er den Isländern die Renntierzucht. Das Land war damals schon sehr arm, es kam immer wieder zu Hungersnöten, obwohl die härteste Prüfung, die Ausbrüche von Laki erst in den 1780er Jahren, lange nach seinem Tode, erfolgen sollte.
Als Schattenseite seines Charakters wird sein Hang zur Trunksucht erwähnt. Auch zahlreiche Anekdoten ranken sich darum. Zudem scheint er cholerischer Veranlagung gewesen zu sein und lag zum Beispiel immer wieder im Streit mit dem Rechtsgelehrten Oddur Sigurðsson.

## Ehefrau
Seine Frau war Sigríður die Jüngere (1677–1730), eine Tochter von Jón Vigfússon, dem Bischof von Hólar. Sie galt als für damalige Verhältnisse außerordentlich gebildet und unterrichtete sogar selbst Latein.

## Tod
Berühmt ist sein Tod auf der Inlandspiste Kaldidalur/Uxahryggur im Spätsommer des Jahres 1720. Gemäß einem bekannten Zitat ahnte er diesen voraus und äußerte schon vor der Reise seine Angst vor der Kaldidalur.
Er war auf dem Rückweg von der Beerdigung eines Verwandten, als er plötzlich erkrankte und starb.
Ein Kreuz erinnert als Mahnmal an seinen Todesort an dem Abhang, der danach Biskupsbrekka (dt. Abhang des Bischofs) genannt wurde.

## Werk Jóns Vídalíns
- Vídalínspostilla – Húspostilla eður einfaldar predikanir yfir öll hátíða- og sunnudagaguðspjöll árið um kring